# Auchan Drive
 (janvier 2017).
 (octobre 2022).
La mise en forme du texte ne suit pas les recommandations de Wikipédia : il faut le « wikifier ».
Les points d'amélioration suivants sont les cas les plus fréquents. Le détail des points à revoir est peut-être précisé sur la page de discussion.
- Les titres sont pré-formatés par le logiciel. Ils ne sont ni en capitales, ni en gras.
- Le texte ne doit pas être écrit en capitales (les noms de famille non plus), ni en gras, ni en italique, ni en « petit »…
- Le gras n'est utilisé que pour surligner le titre de l'article dans l'introduction, une seule fois.
- L'italique est rarement utilisé : mots en langue étrangère, titres d'œuvres, noms de bateaux, etc.
- Les citations ne sont pas en italique mais en corps de texte normal. Elles sont entourées par des guillemets français : « et ».
- Les listes à puces sont à éviter, des paragraphes rédigés étant largement préférés. Les tableaux sont à réserver à la présentation de données structurées (résultats, etc.).
- Les appels de note de bas de page (petits chiffres en exposant, introduits par l'outil «  Source ») sont à placer entre la fin de phrase et le point final[comme ça].
- Les liens internes (vers d'autres articles de Wikipédia) sont à choisir avec parcimonie. Créez des liens vers des articles approfondissant le sujet. Les termes génériques sans rapport avec le sujet sont à éviter, ainsi que les répétitions de liens vers un même terme.
- Les liens externes sont à placer uniquement dans une section « Liens externes », à la fin de l'article. Ces liens sont à choisir avec parcimonie suivant les règles définies. Si un lien sert de source à l'article, son insertion dans le texte est à faire par les notes de bas de page.
- La présentation des références doit suivre les conventions bibliographiques. Il est recommandé d'utiliser les modèles {{Ouvrage}}, {{Chapitre}}, {{Article}}, {{Lien web}} et/ou {{Bibliographie}}. Le mode d'édition visuel peut mettre en forme automatiquement les références.
- Insérer une infobox (cadre d'informations à droite) n'est pas obligatoire pour parachever la mise en page.

Pour une aide détaillée, merci de consulter Aide:Wikification.
Si vous pensez que ces points ont été résolus, vous pouvez retirer ce bandeau et améliorer la mise en forme d'un autre article.
Auchan Drive est un type de service inauguré en juin 2000 dans la zone commerciale de Leers dans le Nord. C'est un service de commande et de livraison au volant de produits alimentaires (Volumexpress). La version avec commande en ligne est apparue avec l’ouverture d’Auchan Drive Faches-Thumesnil (Nord) en 2006. Le principe fonctionnel est breveté par son concepteur Géry Duvet pour le groupe Auchan[réf. nécessaire] « permettre au client de faire ses courses sur internet et de venir les chercher sur un site physique d’Auchan Drive ».

## Historique
En décembre 2011, Auchan Drive possède 47 magasins répartis sur toute la France dont une dizaine dans la région Nord-Pas-de-Calais[pertinence contestée]. Fin janvier 2010, Auchan a annoncé le rapprochement entre Auchan Drive et Chronodrive[réf. nécessaire], entreprise regroupant 35 magasins (dont 7 dans le Nord). Cette dernière use du même principe de vente à distance. Le groupe Auchan en est l'actionnaire majoritaire[réf. nécessaire].
En 2012, Auchan commence à implanter des points Auchan Drive indépendants, afin d'agrandir sa couverture du territoire dans des zones dépourvus d'hypermarchés de l'enseigne. La couverture atteint désormais[Quand ?] 71 points de retrait[réf. nécessaire].
Fin 2014, Auchan Drive a ouvert son 100e magasin[source insuffisante] en inaugurant son point de retrait automobile à La Seyne-sur-Mer (83500).
En octobre 2018, le premier point de retrait « piéton » est ouvert à Lille.

## Le principe Auchan Drive
Le client a le choix entre 6 000 à 15 000 produits du quotidien répartis en douze rubriques. Il choisit les quantités qu’il souhaite, définit la date et l’heure à laquelle il viendra récupérer ses courses. Au moment du rendez-vous, il s’identifie à une borne et un préparateur dépose directement les articles dans le coffre de sa voiture ; l’objectif d’Auchan Drive étant de livrer en moins de cinq minutes.
Le service est gratuit et les prix des produits s’alignent sur ceux des hypermarchés Auchan. Auchan Drive propose le même système de fidélité que dans les hypermarchés.
Auchan Drive possède des entrepôts indépendants des hypermarchés Auchan. Selon les sites, 30 à 100 personnes en assurent le fonctionnement.

## Historique du logo

Logo de 2000 à 2016.
Logo depuis 2016.